# Margarita Mora
Margarita Mora (1920-1976) là một vũ công và nữ diễn viên điện ảnh người Dominica, người được biết đến với vai diễn trong Thời đại hoàng kim của điện ảnh Mexico.

## Phim được chọn
- Heads or Tails (1937)
- The Cemetery of the Eagles (1939)
- Simón Bolívar (1942)